# Закон и порядок: Специальный корпус (сезон 1)
Премьера первого сезона полицейского процедурала «Закон и порядок: Специальный корпус» состоялась 20 сентября 1999 года на американском телеканале NBC; заключительная серия сезона вышла в эфир 19 мая 2000 года. В общей сложности, первый сезон состоял из двадцати двух эпизодов.

## Актеры и персонажи

### Основной состав
- Кристофер Мелони — детектив Эллиот Стейблер
- Маришка Харгитей — детектив Оливия Бенсон
- Ричард Белзер — детектив Джон Манч
- Мишель Хёрд — детектив Моник Джеффрис
- Дэнн Флорек — капитан Дон Крейген

## Эпизоды
| № общий | № в сезоне | Название                                     | Режиссёр            | Автор сценария                                                                | Дата премьеры    | Зрители в США (млн) |
| --- | ---------- | -------------------------------------------- | ------------------- | ----------------------------------------------------------------------------- | ---------------- | ------------------- |
| 1 | 1          | «Payback» «Расплата»                         | Жан де Сегонзак     | Дик Вулф                                                                      | 20 сентября 1999 | 14,1                |
| Детективы Оливия Бенсон и Эллиот Стейблер вызваны на расследование убийства таксиста, которого после смерти кастрировали. В ходе следствия выясняется, что он — военный преступник насиловавший женщин в Сербии. Это дело очень тяжёло даётся Оливии. - Приглашенная звезда: Элизабет Эшли                                                                                           |            |                                              |                     |                                                                               |                  |                     |
| 2 | 2          | «A Single Life» «Одна жизнь»                 | Лесли Линка Глаттер | Мириам Каздин                                                                 | 27 сентября 1999 | Н/д                 |
| Бенсон и Стейблер расследуют смерть девушки, которая вывалилась из окна при странных обстоятельствах. В деле всплывают педофильские наклонности отца жертвы. - Приглашенная звезда: Изабель Гиллис |            |                                              |                     |                                                                               |                  |                     |
| 3 | 3          | «…Or Just Look Like On» «…или просто похоже» | Рик Розенталь       | Майкл Р. Перри                                                                | 4 октября 1999   | Н/д                 |
| Несовершеннолетнюю модель изнасиловали, жестоко избили и выкинули из машины около больницы. Чуть позже то же самое произошло с её подругой. - Приглашенные звезды: Кэтрин Дент и Биби Нойвирт |            |                                              |                     |                                                                               |                  |                     |
| 4 | 4          | «Hysteria» «Истерия»                         | Ричард Доббс        | Дон Денун и Лиза Мари Петерсен                                                | 11 октября 1999  | 13,7                |
| Бенсон и Стейблер расследуют убийство девушки, которую, судя по всему, убийца принял за проститутку. Расследуя это убийство, Оливия выходит на серийного убийцу. |            |                                              |                     |                                                                               |                  |                     |
| 5 | 5          | «Wanderlust» «Охота к перемене мест»         | Дэвид Джонс         | Венди Уэст                                                                    | 18 октября 1999  | Н/д                 |
| Бенсон и Стейблер расследуют убийство автора путеводителей, которому в горло затолкали женские трусы. У дочери Стейблера начинаются отношения с парнем, что приводит к сложностям в отношениях с отцом. |            |                                              |                     |                                                                               |                  |                     |
| 6 | 6          | «Sophomore Jinx» «Проклятье второго курса»   | Кларк Джонсон       | Джон Чемберс                                                                  | 25 октября 1999  | 12,5                |
| Бенсон и Стейблер расследуют изнасилование и убийство студентки. Расследование приводит к баскетбольной команде колледжа, которая является самой сильной среди студенческих. |            |                                              |                     |                                                                               |                  |                     |
| 7 | 7          | «Uncivilized» «Выродок»                      | Майкл Филдс         | Сценарий: Роберт Палм и Венди Уэст Сюжет: Роберт Палм                         | 15 ноября 1999   | Н/д                 |
| Бенсон и Стейблер расследуют изнасилование и убийство маленького мальчика. Под подозрение попадает местный филателист, ранее судимый за изнасилование ребёнка. Его соседи, узнав об убийстве, готовы его линчевать. |            |                                              |                     |                                                                               |                  |                     |
| 8 | 8          | «Stalked» «Преследователь»                   | Питер Медак         | Роджер Гаррет                                                                 | 22 ноября 1999   | Н/д                 |
| Бенсон и Стейблер расследуют изнасилование и убийство помощницы прокурора, у которой было много врагов. В ходе расследования опасность начинает грозить самой Бенсон. |            |                                              |                     |                                                                               |                  |                     |
| 9 | 9          | «Stocks & Bondag» «Игрушки»                  | Константин Макрис   | Майкл Р. Перри                                                                | 29 ноября 1999   | Н/д                 |
| Бенсон и Стейблер расследуют убийство женщины, которую повесили в обнажённом виде. Детективы выясняют, насколько далеко могут зайти любители экстремального секса. |            |                                              |                     |                                                                               |                  |                     |
| 10 | 10         | «Closure» «Завершение»                       | Стивен Вертимер     | Венди Уэст                                                                    | 7 января 2000    | Н/д                 |
| В специальный корпус обращается девушка, которую изнасиловали. Бенсон и Стейблер предполагают что преступление совершено маньяком. У Оливии начинаются интимные отношения с детективом Кэссиди. - Приглашенная звезда: Трэйси Поллан - Сюжет серии продолжается в третьем эпизоде второго сезона под названием «Завершение. Часть 2»                                                 |            |                                              |                     |                                                                               |                  |                     |
| 11 | 11         | «Bad Blood» «Плохая кровь»                   | Майкл Филдс         | Лиза Мари Петерсен и Дон Денун                                                | 14 января 2000   | Н/д                 |
| Бенсон и Стейблер вызваны на расследование изнасилования и убийства сына известного политического деятеля. Манч решает расследовать дело об изнасиловании матери Бенсон. |            |                                              |                     |                                                                               |                  |                     |
| 12 | 12         | «Russian Love Poem» «Поэма о русской любви»  | Рик Розенталь       | Ева Нагорски                                                                  | 21 января 2000   | 14,30               |
| Бенсон и Стейблер расследуют серию убийств, связанных с проститутками, приехавшими из России. Бенсон отказывается продолжить отношения с Кэссиди. |            |                                              |                     |                                                                               |                  |                     |
| 13 | 13         | «Disrobed» «Разоблачённый»                   | Дэвид Платт         | Джанет Тамаро                                                                 | 4 февраля 2000   | Н/д                 |
| Бенсон и Стейблер расследуют убийство судьи, которому отстрелили пенис. Кэссиди обижен на Оливию за отказ продолжить отношения. Не выдержав очередного задания, Кэссиди уходит из спецкорпуса. |            |                                              |                     |                                                                               |                  |                     |
| 14 | 14         | «Limitations» «Ограничения»                  | Константин Макрис   | Майкл Р. Перри                                                                | 11 февраля 2000  | Н/д                 |
| Жертва изнасилования пятилетней давности просит Крейгена открыть её дело, которое осталось нераскрытым. Известно что преступник, изнасиловавший её 5 лет назад, также совершил подобные действия в отношении ещё двух женщин. Бенсон и Стейблер вынуждены торопиться — до истечения срока давности последнего дела осталось 4 дня.                                                   |            |                                              |                     |                                                                               |                  |                     |
| 15 | 15         | «Entitled» «Право»                           | Эд Шерин            | Сценарий: Роберт Палм и Венди Уэст Сюжет: Дик Вулф, Рене Балсер и Роберт Палм | 18 февраля 2000  | Н/д                 |
| Бенсон и Стейблер расследует убийство продавца тренажёров, которого нашли в машине со спущенными штанами. Выясняется, что к убийству может быть причастна семья политиков. На детективов начинают оказывать давление. - Эпизод имеет предысторию в 17 серии 4 сезона «Закон и порядок» (эпизод Mayhem), а также продолжение в 14 серии 10 сезона того же сериала (эпизод Entitled 2) |            |                                              |                     |                                                                               |                  |                     |
| 16 | 16         | «The Third Guy» «Третий»                     | Джуд Тейлор         | Дон Денун и Лиза Мари Петерсен                                                | 25 февраля 2000  | Н/д                 |
| Бенсон и Стейблер расследуют убийство пожилой женщины, которую связали и изнасиловали. |            |                                              |                     |                                                                               |                  |                     |
| 17 | 17         | «Misleader» «Путанник»                       | Ричард Доббс        | Сценарий: Ник Кендрик Сюжет: Ник Хардинг и Ник Кендрик                        | 31 марта 2000    | Н/д                 |
| Бенсон и Стейблер расследуют убийство молодой девушки, невесты известного религиозного деятеля, которая была беременна. - Сюжет серии основан на реальных событиях, о чём сообщается в начале серии |            |                                              |                     |                                                                               |                  |                     |
| 18 | 18         | «Chat Room» «Чат»                            | Ричард Доббс        | Роджер Гаррет                                                                 | 14 апреля 2000   | Н/д                 |
| Бенсон и Стейблер расследуют дело об изнасиловании девушки, которая познакомилась с насильником через чат. Стейблер убеждает свою дочь быть более осторожной с интернетом. - Приглашенная звезда: Эллен Анна Муф |            |                                              |                     |                                                                               |                  |                     |
| 19 | 19         | «Contact» «Контакт»                          | Майкл Зинберг       | Роберт Палм и Венди Уэст                                                      | 28 апреля 2000   | 12,8                |
| Бенсон и Стейблер расследуют серию изнасилований женщин в метро. Когда они арестовывают подозреваемого, дело едва не сходит на ноль из-за ошибки свидетеля. |            |                                              |                     |                                                                               |                  |                     |
| 20 | 20         | «Remorse» «Раскаяние»                        | Александер Кассини  | Майкл Р. Перри                                                                | 6 мая 2000       | Н/д                 |
| Бенсон и Стейблер расследуют изнасилование известной телеведущей Сары Логан. В то же время Сара проявляет симпатию к Манчу. - Приглашенная звезда: Дженнифер Эспозито. |            |                                              |                     |                                                                               |                  |                     |
| 21 | 21         | «Nocturne» «Ноктюрн»                         | Жан де Сегонзак     | Венди Уэст                                                                    | 12 мая 2000      | 13,7                |
| Бенсон и Стейблер пытаются доказать вину учителя музыки, которого подозревают в десятках совращений малолетних. После просмотра десятков видео с совращениями малолетних у Манча начинается подавленное состояние. |            |                                              |                     |                                                                               |                  |                     |
| 22 | 22         | «Slaves» «Рабы»                              | Тед Котчефф         | Дон Денун и Лиза Мари Петерсен                                                | 19 мая 2000      | Н/д                 |
| Бенсон и Стейблер расследуют изнасилование румынской девушки. В спецкорпусе назначен психологический тест для всех его работников. |            |                                              |                     |                                                                               |                  |                     |